# 漆戸 (上田市)
漆戸（うるしど）は、長野県上田市の地名。

## 地理
上田市東部に位置する。

## 歴史

### 沿革
- 小県郡漆戸村を前身とする。
- 1889年（明治22年）4月1日 - 町村制の施行により、殿城村・漆戸村の区域をもって殿城村が発足。旧村域は殿城村大字漆戸となる。
- 1956年（昭和31年）9月30日 - 殿城村が豊里村と合併して豊殿村が発足。豊殿村大字漆戸となる。
- 1958年（昭和33年）4月1日 - 豊殿村が上田市に編入。上田市大字漆戸となる。
- 2006年（平成18年）3月6日 - （旧）上田市・真田町・武石村と合併し、（新）上田市が発足。上田市漆戸となる[4]。

## 世帯数と人口
2019年（令和元年）8月1日現在の世帯数と人口は以下の通りである。
| 大字 | 世帯数 | 人口 |
| ---- | ------ | ---- |
| 漆戸 | 39世帯 | 82人 |

### 人口の変遷
| 2005年（平成17年） | 119人 | [ 5 ] |  |
| 2010年（平成22年） | 103人 | [ 5 ] |  |
| 2015年（平成27年） | 94人  | [ 5 ] |  |

## 交通
- 浅間山麓広域農道（浅間サンライン）

## 史跡
- 漆戸神社

## 小・中学校の学区
市立小・中学校に通う場合、学区は以下の通りとなる。
| 地区 | 小学校             | 中学校             |
| ---- | ------------------ | ------------------ |
| 漆戸 | 上田市立豊殿小学校 | 上田市立第五中学校 |